# EB/Streymur
Az EB/Streymur egy feröeri labdarúgóklub. A Feröeri labdarúgó-bajnokság első osztályában játszik.

## Történelem
A csapat 1993-ban jött létre, az 1913. február 23-án alapított Eiðis Bóltfelag és az 1976-ban alapított Streymur egyesülésével. Azelőtt mindkét csapat a másod-harmadosztályban játszott, de az egyesülés után egyből feljutottak az első osztályba, majd rögtön ki is estek. Ezután új pálya épült Eiðiben, és fiatal tehetségekkel erősítették meg a csapatot. Az 1999/2000-es szezonban sikerült újra feljutniuk az első osztályba, ahol azóta bajnokaspiránssá léptek elő.

## Keret
2011-es állapot.
| #  |     | Poszt | Név                  |
| -- | --- | ----- | -------------------- |
| 1  | FRO | K     | René Tórgarð         |
| 2  | BRA | V     | Alex José dos Santos |
| 3  | FRO | KP    | Pauli G. Hansen      |
| 4  | FRO | V     | Gert Åge Hansen      |
| 5  | FRO | V     | Dánjal S. Davidsen   |
| 6  | FRO | V     | Pætur Dam Jacobsen   |
| 7  | FRO | KP    | Bjarni Jørgensen     |
| 8  | FRO | V     | Egil á Bø            |
| 9  | FRO | CS    | Arnar Dam            |
| 10 | FRO | CS    | Sorin Anghel         |
| 11 | FRO | KP    | Hans Pauli Samuelsen |

| #  |     | Poszt | Név               |
| -- | --- | ----- | ----------------- |
| 12 | FRO | KP    | Marni Djurhuus    |
| 14 | FRO | KP    | Daniel Udsen      |
| 15 | FRO | V     | Bárður Olsen      |
| 16 | FRO | K     | Tróndur Vatnhamar |
| 18 | FRO | KP    | Brian Olsen       |
| 22 | FRO | CS    | Arnbjørn Hansen   |
| 23 | FRO | CS    | Leif Niclasen     |
| 27 | FRO | KP    | Gudmund Nielsen   |
|    | FRO | KP    | Bárður Olsen      |
|    | FRO | KP    | Levi Hanssen      |

## Eredmények

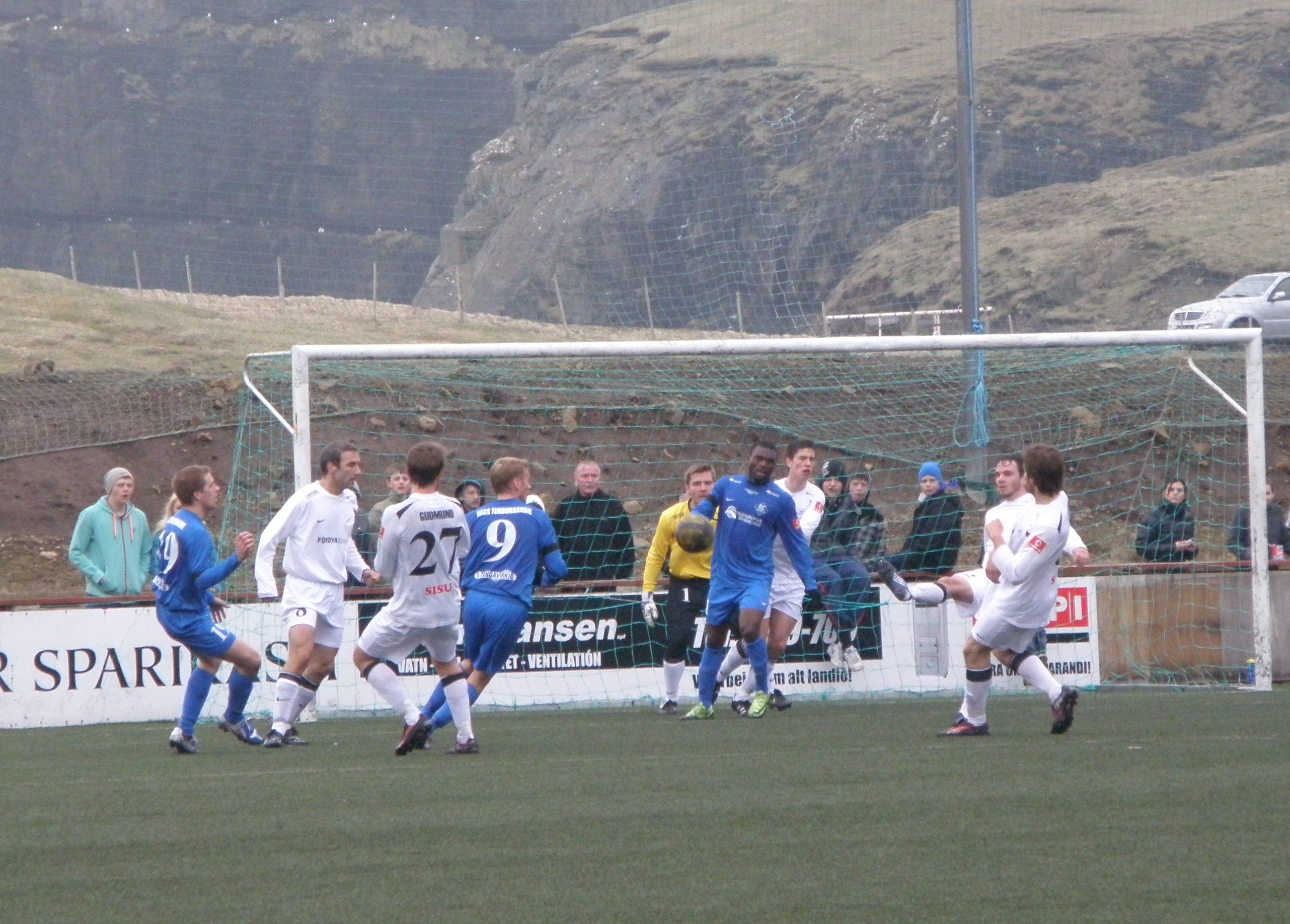
FC Suðuroy – EB/Streymur mérkőzés a 2010-es feröeri labdarúgókupában

- Feröeri bajnok (1):

2008. Második helyezett 5 alkalommal (2006, 2007, 2009, 2010, 2011).
- Feröeri kupagyőztes (3):

2007, 2008, 2010, 2011. Második helyezett 1 alkalommal (2009).

### Korábbi játékosok
- Potemkin Károly (2007)
- Balog Marcell (2008)
- Gángó András (2013)

## Európai kupaszereplés
| Szezon    | Kupa            | Forduló         | Ellenfél                | 1. mérk. | 2. mérk. | Össz.     |
| --------- | --------------- | --------------- | ----------------------- | -------- | -------- | --------- |
| 2007–2008 | UEFA-kupa       | Selejtezőkör    | Myllykosken Pallo –47   | 0–1      | 1–1      | 1–2       |
| 2008–2009 | UEFA-kupa       | Selejtezőkör    | Manchester City FC      | 0–2      | 0–2      | 0–4       |
| 2009–2010 | Bajnokok Ligája | 2. selejtezőkör | APÓ Ellínon Lefkoszíasz | 0–2      | 0–3      | 0–5       |
| 2010–2011 | Európa-liga     | 1. selejtezőkör | Kalmar FF               | 0–1      | 0–3      | 0–4       |
| 2011–2012 | Európa-liga     | 2. selejtezőkör | Qarabağ                 | 1–1      | 0–0      | 1–1 (ig.) |
| 2012–2013 | Európa-liga     | 1. selejtezőkör | FA Gandzaszar Kapan     | 3–1      | 0–2      | 3–3 (ig.) |

Megjegyzés: Az eredmények minden esetben a csapat szemszögéből értendőek, a dőlttel írt mérkőzéseket pályaválasztóként játszotta.
| Kupa            | M | Gy | D | V | Rg | Kg |
| --------------- | - | -- | - | - | -- | -- |
| Bajnokok Ligája | 2 | 0  | 0 | 2 | 0  | 5  |
| Európa-liga     | 6 | 1  | 2 | 3 | 4  | 8  |
| UEFA-kupa       | 4 | 0  | 1 | 3 | 1  | 6  |